# 사가라 요리노리
사가라 요리노리(일본어: 相良 頼徳 さがら よりのり[*])는 히고국 히토요시번의 12대 번주이다.

## 생애
안에이 3년 (1774년) 5월 16일, 11대 번주 사가라 나가히로의 장남 (서장자)으로 태어났다. 처음 후계자는 적자 (정실의 자식이자 차남)인 요시야스로 정해져 있었으나, 요시야스는 간세이 4년 (1792년) 9월 25일에 에도에서 미쳐서 모미키 쿠로베를 베어 살해했기 때문에 (모미키는 사건 이틀 후에 사망), 간세이 5년 (1793년) 1월 28일에 폐출되고 (족보에는 병 때문이라고 기록되어있다), 대신 요리노리가 후계자로 지명되었다. 간세이 6년 (1794년) 12월 16일에 종5위하 시마노카미에 서임했다. 교와 2년 (1802년) 2월 5일, 아버지의 은거에 의해 가독을 이었다.
번정에서는 번 재정 재건을 목표로 타시로 마사노리를 가로로 등용하고, 분카 4년 (1807년)에 5인조 제도의 재건, 분카 8년 (1811년)에는 검지에 의한 연공 증수, 그 외에도 신덴 개발, 전매 등을 실시했다.
분세이 원년 (1818년) 10월 6일, 장남 요리유키에게 가독을 물려주고 은거했고, 안세이 3년 (1856년) 10월 1일에 83세의 나이로 사망했다.

## 계보
- 아버지 : 사가라 나가히로 (1752년 - 1813년)
- 어머니 : 하마사키 나미에 - 칸치인 (観智院)
- 정실 : 오츠 - 이츠(銉), 마츠다이라 요리카타의 차녀
  - 3남 : 사가라 요리나오 (1810년 - 1842년) - 사가라 요리마사 (相良頼匡)의 양자
- 시녀
  - 장남 : 사가라 요리유키 (1798년 - 1850년) - 정실 오츠의 양자
- 생모 불명의 자녀
  - 딸 : 오렌 (於蓮)
  - 딸 : 오유키 (於幸)
  - 딸 : 오미야 (於雅) - 타케나카 시게히데의 아내
  - 딸 : 오마스 (於益) - 사가라 요리타메의 아내
  - 아들 : 사가라 요리요시
  - 아들 : 마에 요리야스
  - 딸 : 오하 (於葉)
  - 딸 : 오모토 (於源)

| 전임 사가라 나가히로 | 제32대 히고 사가라씨 당주 1802년 - 1818년 | 후임 사가라 요리유키 |

| 전임 사가라 나가히로 | 제12대 히토요시번 번주 1802년 - 1818년 | 후임 사가라 요리유키 |